# برج هزاره روتردام
برج هزاره روتردام (به هلندی: Millenniumtoren) یک هتل و آسمان‌خراش در هلند است که در Rotterdam واقع شده‌است.